# Бангладешская така
Та́ка (бенг. টাকা) — денежная единица Бангладеш. Буквенный код в стандарте ISO 4217 — BDT, цифровой — 050. Официальный символ — ৳, эмитент — Банк Бангладеш. Разменная денежная единица — пойша, равная 1⁄100 таки, и не встречаются в обращении из-за инфляции таки.

## История
С июля 1948 года на территории Восточного Пакистана в обращении находилась пакистанская рупия. До войны за освобождение в 1971 году банкноты Государственного банка Пакистана имели хождение по всей территории Бангладеш и продолжали использоваться в Бангладеш даже после обретения независимости в течение всего лишь трех месяцев до официального введения таки 4 марта 1972 года. Во время войны некоторые бенгальские националисты неофициально практиковали протест против пакистанского правления, проштамповывая банкноты с двумя словами «বাংলা দেশ» и «BANGLA DESH» — Бангладеш на бенгальском или английском языках. Известно, что эти марки местного производства существуют в нескольких разновидностях, как и подделки. 8 июня 1971 года правительство Пакистана объявило, что все банкноты с такими марками перестали быть законным платежным средством. Кроме того, чтобы предотвратить подрыв экономики Пакистана разграбленными банкнотами высокого номинала, правительство также отменило статус законного платежного средства у всех 100- и 500-рупиевых банкнот.
В 1971 году была провозглашена независимость Бангладеш, а 1 января 1972 года начал операции Банк Бангладеш и введена новая денежная единица — така. Первоначально был установлен курс таки к фунту стерлингов на уровне курса индийской рупии: 18,9677 таки = 1 фунт стерлингов. 19 мая 1975 года официальный курс был снижен до 30 так = 1 фунт. В дальнейшем до января 1983 года сохранялась привязка таки к фунту стерлингов, но курс неоднократно менялся:
- с 25 апреля 1976 — 28,10;
- с 7 июня 1976 — 26,70;
- с 3 ноября 1976 — 25,45.

Последующие изменения официального курса к фунту стерлингов следовали ещё более часто. С 11 января 1983 года курс таки стал определяться через доллар США на основе корзины валют.

## Монеты и банкноты

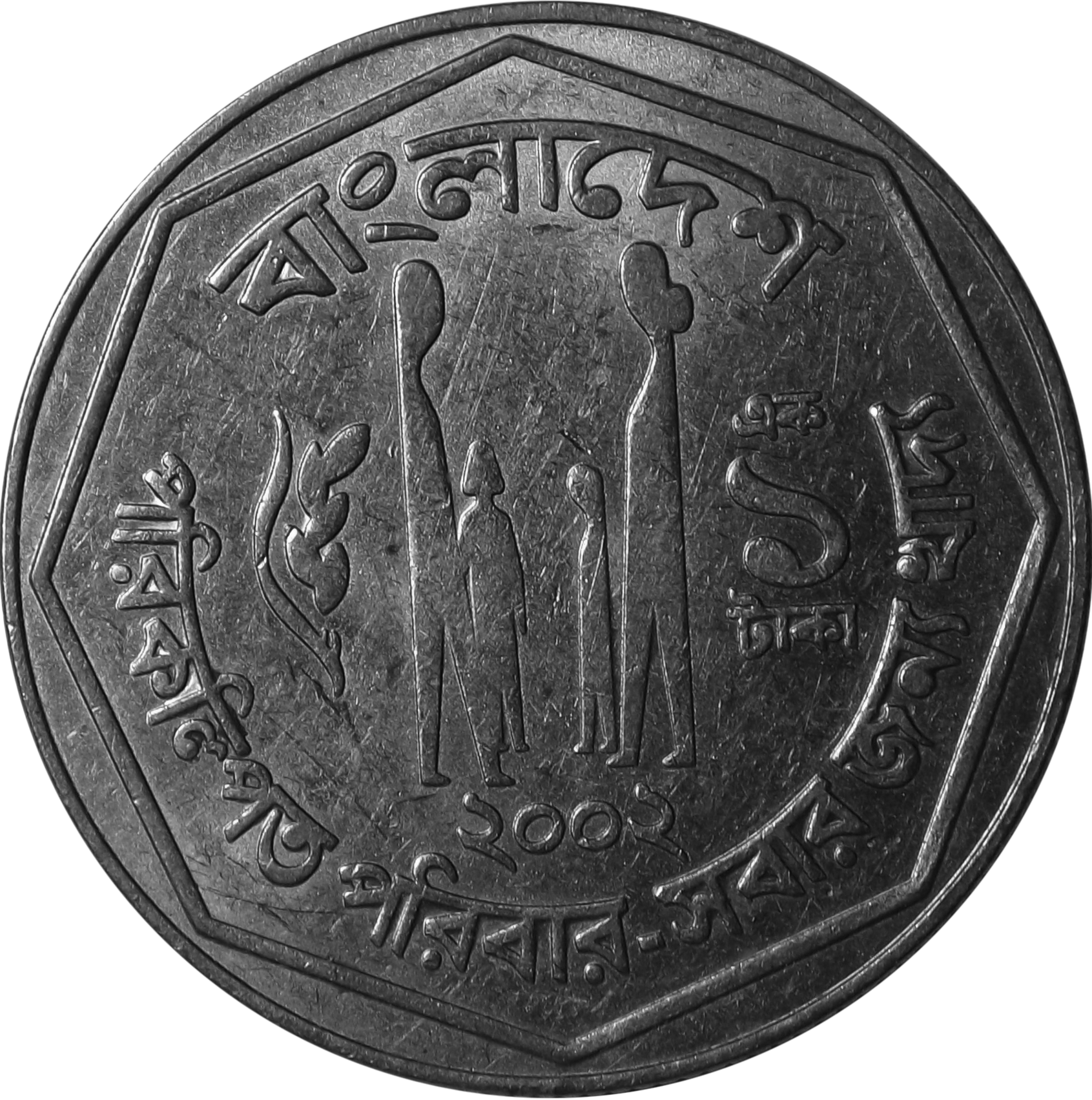
Реверс монеты достоинством «одна така» 2002 года с изображением семьи — в поддержку государственной компании

Выпуск монет в пойшах начат в 1973 году, монет в таках — в 1975.
После провозглашения независимости до введения собственных банкноты использовались банкноты Государственного банка Пакистана. Банк Бангладеш не давал указания о нанесении на банкноты каких-либо надпечаток, но фактически иногда на банкноты ставились различные надпечатки с надписями на английском или на бенгальском.
В 1972 году начат выпуск банкнот Банка Бангладеш. Банкноты первых серий выпускались номиналами в 1, 2, 5, 10, 20, 50 и 100 так, с 1976 года выпускаются банкноты в 500 так, с 2008 года — 1000 так.
В 1996 году выпущена юбилейная банкнота в 10 так, в 2011 году — 40 так, в 2012 — 60 так, в 2013 — 25 и 100 так.

### Монеты

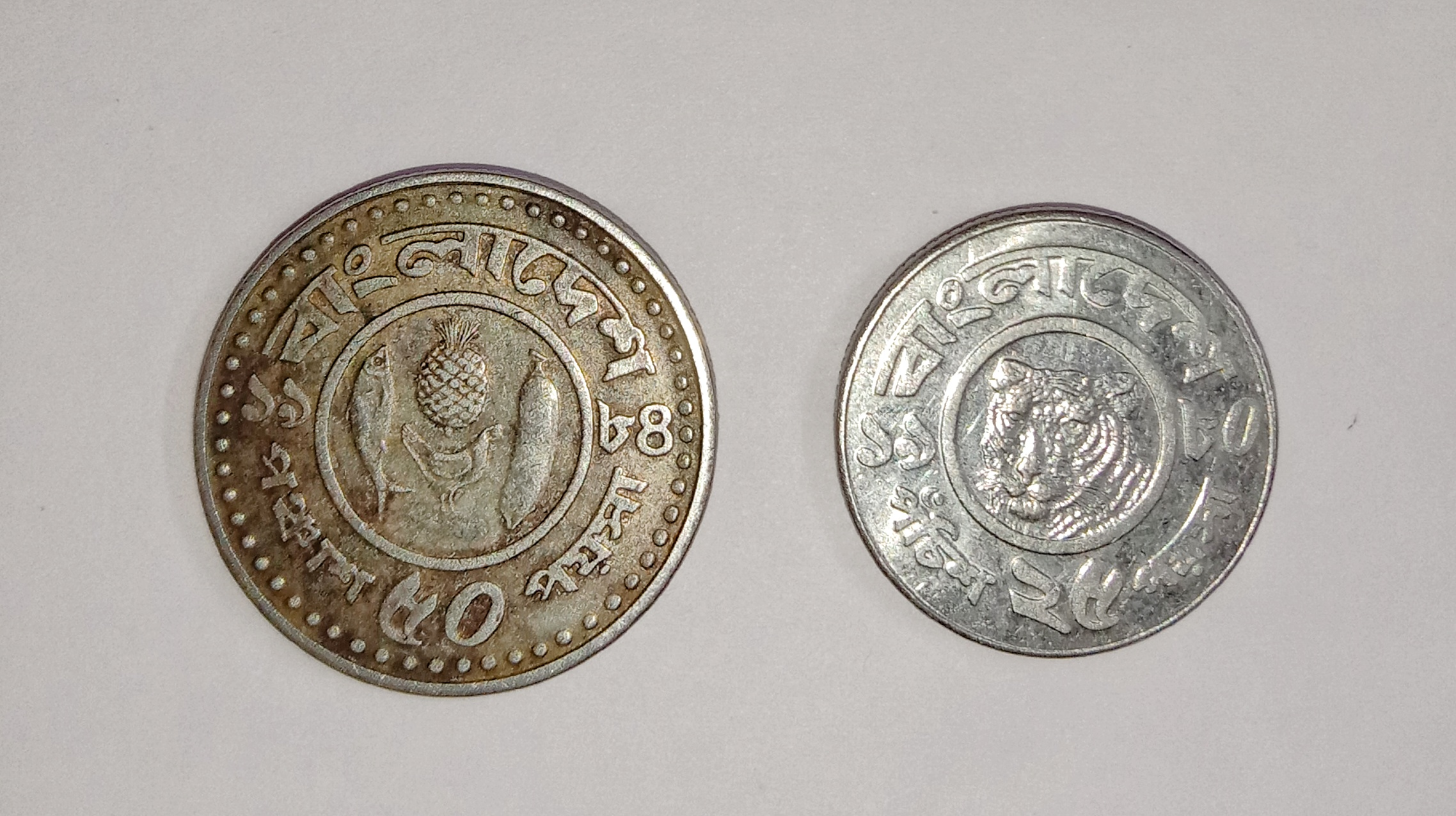
Монеты 50 (слева) и 25 пойш (справа) 1980—1984 годов

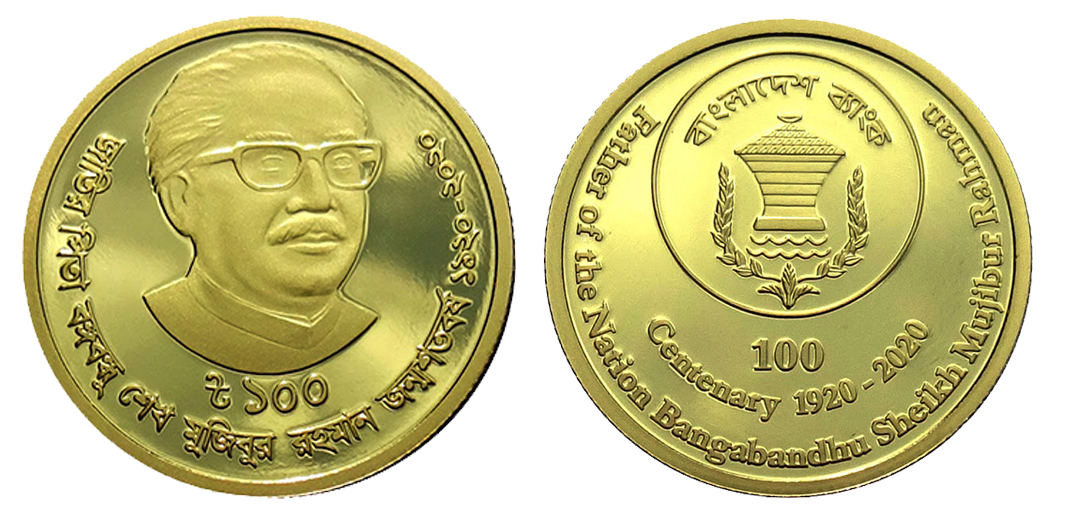
Золотая памятная монета номиналом 100 так, приуроченная к 100-летию со дня рождения Муджибура Рахмана, 2020

В 1973 году были введены монеты достоинством в 5, 10, 25 и 50 пойша. В 1974 году были выпущены монеты в 1 пойша, а в 1975 году — монеты в 1 така. 1, 5 и 10 пойша были отчеканены из алюминия, 25 и 50 пойша отчеканены из стали, а ৳1 из медно-никелевого сплава. 5 пойша были квадратными с закруглёнными углами, а 10 пойша были зубчатыми. В 1994 году была введена монета достоинством 5 така, а в 2004 году — монета достоинством 2 така.
монеты достоинством 1 и 5 пойша редко встречаются в обращении. То же самое относится и к монетам 10, 25 и 50 пойша, поскольку с годами они потеряли ценность из-за инфляции. В обращении регулярно встречаются только ৳1, ৳2 и ৳5. При этом монеты выпускаются не каждый год, как в большинстве других стран. Последние монеты ৳1, ৳2 и ৳5 были выпущены ещё в 2013 году.
| Сериал 1973 года      | Сериал 1973 года | Сериал 1973 года | Сериал 1973 года     | Сериал 1973 года                                                                       | Сериал 1973 года |
| Изображение           | Номинал          | Состав           | Описание             | Описание                                                                               | Дата выпуска     |
| Изображение           | Номинал          | Состав           | Реверс               | Аверс                                                                                  | Дата выпуска     |
| --------------------- | ---------------- | ---------------- | -------------------- | -------------------------------------------------------------------------------------- | ---------------- |
|                       | 5 пойша          | Алюминий         | Национальная эмблема |                                                                                        | 1973             |
|                       | 10 пойша         | Алюминий         | Национальная эмблема |                                                                                        | 1973             |
|                       | 25 пойша         | Сталь            | Национальная эмблема | Rohu                                                                                   | 1973             |
|                       | 50 пойша         | Сталь            | Национальная эмблема |                                                                                        | 1973             |
| Серия 1974 года (ФАО) |                  |                  |                      |                                                                                        |                  |
|                       | 1 пойша          | Алюминий         | Национальная эмблема | Орнаментальный дизайн, цветочные узоры                                                 | 1974             |
|                       | 5 пойша          | Алюминий         | Национальная эмблема |                                                                                        | 1974             |
|                       | 10 пойша         | Алюминий         | Национальная эмблема |                                                                                        | 1974             |
|                       | 25 пойша         | Сталь            | Национальная эмблема |                                                                                        | 1974             |
|                       | 50 пойша         | Разный           | Национальная эмблема | Четыре человеческие фигуры, лозунг «Планируемая семья — еда для всех»                  | 1975             |
| Серия 1977 года (ФАО) |                  |                  |                      |                                                                                        |                  |
|                       | 5 пойша          | Алюминий         | Национальная эмблема | Плуг, промышленное колесо                                                              | 1977             |
|                       | 10 пойша         | Алюминий         | Национальная эмблема | Мужчина и женщина, сидящие на 2 задних лошадях лицом друг к другу                      | 1977             |
|                       | 25 пойша         | Сталь            | Национальная эмблема | Королевский бенгальский тигр                                                           | 1977             |
|                       | 50 пойша         | Сталь            | Национальная эмблема | Рыба хильша, курица, ананас, банан                                                     | 1977             |
| Новые проблемы        |                  |                  |                      |                                                                                        |                  |
|                       | 50 пойша         | Сталь            | Национальная эмблема | Рыба хильша, курица, ананас, банан                                                     | 2001             |
|                       | ৳1               | Сталь            | Национальная эмблема | Четыре человеческие фигуры, лозунг «Планируемая семья — еда для всех»                  | 1992             |
|                       | ৳1               | Сталь            | Национальная эмблема | Четыре человеческие фигуры, лозунг «Планируемая семья — еда для всех» (золотая версия) | 1996             |
|                       | ৳1               | Сталь            | Национальная эмблема | Четыре человеческие фигуры, лозунг «Планируемая семья — еда для всех»                  | 2003             |
|                       | ৳1               | Сталь            | Национальная эмблема | Шейх Муджибур Рахман                                                                   | 2010             |
|                       | ৳2               | Сталь            | Национальная эмблема | Образование для всех                                                                   | 2004             |
|                       | ৳2               | Сталь            | Национальная эмблема | Шейх Муджибур Рахман                                                                   | 2010             |
|                       | ৳5               | Сталь            | Национальная эмблема | Многоцелевой мост Джамуна                                                              | 1994             |
|                       | ৳5               | Сталь            | Шейх Муджибур Рахман | Логотип Банка Бангладеш                                                                | 2012             |

### Банкноты
Первая серия
Бангладеш представила свои первые банкноты 4 марта 1972 года. Сначала были введены банкноты в 1 така и 100 така. Позже были добавлены ноты 10 и 5 така. Эта первая выпущенная серия широко известна как «Серия карт». Эти банкноты рассматриваются как банкноты экстренного выпуска для замены банкнот пакистанской рупии с надпечатками без резиновых штампов.
|  |  | ৳1   | 98×63  | Карта Бангладеш                                    | Гильошированные узоры и «1» на бенгальском («১»)                         | 4 марта 1972 — 30 марта 1974 |
|  |  | ৳5   | 117×62 | Карта Бангладеш и Бангабандху Шейх Муджибур Рахман | Гильошированные узоры и «5» на бенгальском и английском языках           | 2 июня 1972 — 1 апреля 1973  |
|  |  | ৳10  | 138×63 | Карта Бангладеш и Бангабандху Шейх Муджибур Рахман | Гильошированные узоры и «10» на бенгальском и английском языках          | 2 мая 1972 — 1 апреля 1973   |
|  |  | ৳100 | 158×73 | Карта Бангладеш и Бангабандху Шейх Муджибур Рахман | Гильошированные узоры и надпись «100» на бенгальском и английском языках | 4 марта 1972 — 1 апреля 1973 |

Вторая серия
После выпуска первых банкнот появилось много теорий заговора, проблем с подделкой и слухов, поэтому правительство выпустило вторую серию. Эти банкноты второй серии были напечатаны фабрикой Томас Де Ла Рю из Англии. Банкноты первого выпуска были впоследствии изъяты из обращения 30 апреля 1974 года после того, как перестали иметь статус законного платежного средства с 30 марта 1974 года
| Thomas De La Rue Series (1972) | Thomas De La Rue Series (1972) | Thomas De La Rue Series (1972) | Thomas De La Rue Series (1972) | Thomas De La Rue Series (1972)             | Thomas De La Rue Series (1972) | Thomas De La Rue Series (1972)             | Thomas De La Rue Series (1972) | Thomas De La Rue Series (1972) |
| Изображение                    | Изображение                    | Значение                       | Размеры                        | Основной цвет                              | Описание                       | Описание                                   | Первый выпуск                  |                                |
| Аверс                          | Реверс                         | Значение                       | Размеры                        | Основной цвет                              | Аверс                          | Реверс                                     | Первый выпуск                  |                                |
| ------------------------------ | ------------------------------ | ------------------------------ | ------------------------------ | ------------------------------------------ | ------------------------------ | ------------------------------------------ | ------------------------------ | ------------------------------ |
|                                |                                | ৳1                             | 100×60                         | Тёмно-фиолетовый, светло-фиолетовый и хаки | Рис, который держат в руках    | Эмблема Бангладеш                          | 2 марта 1973                   |                                |
|                                |                                | ৳5                             | 120×65                         | Красный                                    | Муджибура Рахмана              | Цветы шаплы                                | 1 сентября 1972                |                                |
|                                |                                | ৳10                            | 140×70                         | Зеленый                                    | Муджибура Рахмана              | Сельский пейзаж приречной Бангладеш        | 2 июня 1972                    |                                |
|                                |                                | ৳100                           | 163×70                         | Серый                                      | Муджибура Рахмана              | Речной пейзаж сельской местности Бангладеш | 1 сентября 1972                |                                |

Третья серия
В то же время правительство Бангладеш подписало соглашения с фабрикой Томас Де Ла Рю и Брэдбери Уилкинсоном. Оба они напечатали одинаковые купюры с разным дизайном почти в одно и то же время. В результате в одно и то же время циркулировали две разные серии.
| Сериал Брэдбери Уилкинсона (1972) | Сериал Брэдбери Уилкинсона (1972) | Сериал Брэдбери Уилкинсона (1972) | Сериал Брэдбери Уилкинсона (1972) | Сериал Брэдбери Уилкинсона (1972)          | Сериал Брэдбери Уилкинсона (1972) | Сериал Брэдбери Уилкинсона (1972)       | Сериал Брэдбери Уилкинсона (1972) | Сериал Брэдбери Уилкинсона (1972) |
| Изображение                       | Изображение                       | Значение                          | Размеры                           | Основной цвет                              | Описание                          | Описание                                | Первый выпуск                     |                                   |
| Аверс                             | Реверс                            | Значение                          | Размеры                           | Основной цвет                              | Аверс                             | Реверс                                  | Первый выпуск                     |                                   |
| --------------------------------- | --------------------------------- | --------------------------------- | --------------------------------- | ------------------------------------------ | --------------------------------- | --------------------------------------- | --------------------------------- | --------------------------------- |
|                                   |                                   | ৳1                                |                                   | Тёмно-фиолетовый, светло-фиолетовый и хаки | Женщина толчёт зерно              | Рука, держащая рис, и эмблема Бангладеш | 18 декабря 1973                   |                                   |
|                                   |                                   | ৳5                                |                                   | Красный                                    | Бангабандху Шейх Муджибур Рахман  | Фабрики у реки                          | 15 сентября 1972                  |                                   |
|                                   |                                   | ৳10                               |                                   | Зеленый                                    | Бангабандху Шейх Муджибур Рахман  | Сельский пейзаж                         | 15 октября 1973                   |                                   |

Четвёртая серия
В 1976 году была представлена совершенно новая серия банкнот, за исключением банкноты в 1 така, которая была выпущена в качестве второй разновидности третьего выпуска в 1976 году. Примечательна отсутствием портрета шейха Муджиба, чей портрет доминировал во всех выпусках Банка Бангладеш до этого выпуска. Вместо знакомого портрета на лицевой стороне каждой банкноты изображена Звёздная мечеть. В этой серии были добавлены номиналы в 50 и 500 така. 5, 10, 50 и 100 така были напечатаны Томасом Де Ла Рю. Банкноты номиналом 500 така были напечатаны Гизеке и Девриентом из Германии.
| Сериал «Звездная мечеть» (1976) | Сериал «Звездная мечеть» (1976) | Сериал «Звездная мечеть» (1976) | Сериал «Звездная мечеть» (1976) | Сериал «Звездная мечеть» (1976) | Сериал «Звездная мечеть» (1976) | Сериал «Звездная мечеть» (1976) | Сериал «Звездная мечеть» (1976) | Сериал «Звездная мечеть» (1976) |
| Изображение                     | Изображение                     | Значение                        | Размеры                         | Основной цвет                   | Описание                        | Описание                        | Первый выпуск                   |                                 |
| Аверс                           | Реверс                          | Значение                        | Размеры                         | Основной цвет                   | Аверс                           | Реверс                          | Первый выпуск                   |                                 |
| ------------------------------- | ------------------------------- | ------------------------------- | ------------------------------- | ------------------------------- | ------------------------------- | ------------------------------- | ------------------------------- | ------------------------------- |
|                                 |                                 | ৳5                              |                                 | Коричневый                      | Звёздная мечеть                 | Фабрики у реки                  | 11 октября 1976                 |                                 |
|                                 |                                 | ৳10                             |                                 | Фиолетовый                      | Звёздная мечеть                 | Сбор урожая риса                | 11 октября 1976                 |                                 |
|                                 |                                 | ৳50                             |                                 | Оранжевый                       | Звёздная мечеть                 | Чайный сад                      | 1 марта 1976                    |                                 |
|                                 |                                 | ৳100                            |                                 | Оранжевый и синий               | Звёздная мечеть                 | Речной пейзаж                   | 1 марта 1976                    |                                 |
|                                 |                                 | ৳500                            |                                 | Синий, фиолетовый и чёрный      | Звёздная мечеть                 | Верховный суд Бангладеш         | 15 декабря 1976                 |                                 |

Пятая серия
Пятый выпуск банкнот был введён в течение двухлетнего периода с декабря 1977 по сентябрь 1979 года. Особенности этого выпуска похожи на особенности четвёртого выпуска, за исключением того, что Звездная мечеть была заменена на большинстве выпусков новой виньеткой, а цвета банкнот немного темнее. В этом выпуске банкнота достоинством 500 така не выпускалась, но 20 августа 1979 года была выпущена банкнота нового номинала в 20 така, которая стала последней банкнотой этого выпуска, подготовленной Банком Бангладеш.
| Пятая серия (1977) | Пятая серия (1977) | Пятая серия (1977) | Пятая серия (1977) | Пятая серия (1977) | Пятая серия (1977)    | Пятая серия (1977)        | Пятая серия (1977) | Пятая серия (1977) |
| Изображение        | Изображение        | Значение           | Размеры            | Основной цвет      | Описание              | Описание                  | Первый выпуск      |                    |
| Аверс              | Реверс             | Значение           | Размеры            | Основной цвет      | Аверс                 | Реверс                    | Первый выпуск      |                    |
| ------------------ | ------------------ | ------------------ | ------------------ | ------------------ | --------------------- | ------------------------- | ------------------ | ------------------ |
|                    |                    | ৳1                 | 100×60             | Оранжевый и желтый | Эмблема Бангладеш     | Три пятнистых оленя       | 3 сентября 1979    |                    |
|                    |                    | ৳5                 | 119×62             | Коричневый         | Михраб мечети Кусумба | Фабрики у реки            | 2 мая 1978         |                    |
|                    |                    | ৳10                |                    | Фиолетовый         | Мечеть Атия           | Сбор урожая риса          | 3 августа 1978     |                    |
|                    |                    | ৳20                | 127×60             | Зелёный            | Мечеть Чото Сона      | Стирка джута              | 20 августа 1979    |                    |
|                    |                    | ৳50                |                    | Оранжевый          | Мечеть Сат Гамбудж    | Чайный сад                | 4 июня 1979        |                    |
|                    |                    | ৳100               | 160×70             | Синий и коричневый | Звёздная мечеть       | Южные ворота форта Лалбаг | 15 декабря 1977    |                    |

Шестая серия
В 1980-х годах были представлены некоторые виды банкнот така, но большинство дизайнов были одинаковыми. Также был введён новый номинал банкноты в 2 така. 10 и 50 така были переработаны. Другие номиналы были такими же, как и в предыдущей серии.
| Банкноты 1980-х годов | Банкноты 1980-х годов | Банкноты 1980-х годов | Банкноты 1980-х годов | Банкноты 1980-х годов      | Банкноты 1980-х годов           | Банкноты 1980-х годов       | Банкноты 1980-х годов | Банкноты 1980-х годов |
| Изображение           | Изображение           | Значение              | Размеры               | Основной цвет              | Описание                        | Описание                    | Первый выпуск         |                       |
| Аверс                 | Реверс                | Значение              | Размеры               | Основной цвет              | Аверс                           | Реверс                      | Первый выпуск         |                       |
| --------------------- | --------------------- | --------------------- | --------------------- | -------------------------- | ------------------------------- | --------------------------- | --------------------- | --------------------- |
|                       |                       | ৳2                    | 100×60                | Лососево-розовый и зелёный | Шахид Минар                     | Дойель (национальная птица) | 29 декабря 1988       |                       |
|                       |                       | ৳10                   | 140×70                | Медь                       | Мечеть Атия                     | Водосброс плотины Каптай    | 3 сентября 1982       |                       |
|                       |                       | ৳50                   |                       | Красный                    | Национальный мемориал мучеников | Джатия Сангсад Бхабан       | 24 августа 1987       |                       |

Седьмая серия
В 1990-х годах были напечатаны новые банкноты номиналом 10, 50 и 500 така. На купюре 10 така был портрет Бангабандху.
| Серия 1990-х годов | Серия 1990-х годов | Серия 1990-х годов | Серия 1990-х годов | Серия 1990-х годов   | Серия 1990-х годов              | Серия 1990-х годов      | Серия 1990-х годов | Серия 1990-х годов |
| Изображение        | Изображение        | Значение           | Размеры            | Основной цвет        | Описание                        | Описание                | Первый выпуск      |                    |
| Аверс              | Реверс             | Значение           | Размеры            | Основной цвет        | Аверс                           | Реверс                  | Первый выпуск      |                    |
| ------------------ | ------------------ | ------------------ | ------------------ | -------------------- | ------------------------------- | ----------------------- | ------------------ | ------------------ |
|                    |                    | ৳10                |                    | Зелёный и коричневый | Шейх Муджибур Рахман            | Мечеть форта Лалбаг     | 11 декабря 1997    |                    |
|                    |                    | ৳50                | 130×60             | Оранжевый            | Джатия Сангсад Бхабан           | Мечеть Багха            | 22 августа 1999    |                    |
|                    |                    | ৳500               |                    | Синий и оранжевый    | Национальный мемориал мучеников | Верховный суд Бангладеш | 2 июля 1998 года   |                    |

Восьмая серия
Эта серия была напечатана в период с 2000 по 2001 год. Была добавлена полимерная банкнота номиналом 10, но позже была отозвана из-за отсутствия популярности. Бумажные банкноты номиналом 100 и 500 были напечатаны с новым дизайном. Портрет шейха Муджибура Рахмана добавлялся на каждой новой банкноте, заменяющей Мемориальный памятник Национальным мученикам.
| Сериал «Бангабандху» (2000) | Сериал «Бангабандху» (2000) | Сериал «Бангабандху» (2000) | Сериал «Бангабандху» (2000) | Сериал «Бангабандху» (2000) | Сериал «Бангабандху» (2000)                                     | Сериал «Бангабандху» (2000) | Сериал «Бангабандху» (2000) |
| Изображение                 | Изображение                 | Значение                    | Размеры                     | Основной цвет               | Описание                                                        | Описание                    | Первый выпуск               |
| Аверс                       | Реверс                      | Значение                    | Размеры                     | Основной цвет               | Аверс                                                           | Реверс                      | Первый выпуск               |
| --------------------------- | --------------------------- | --------------------------- | --------------------------- | --------------------------- | --------------------------------------------------------------- | --------------------------- | --------------------------- |
|                             |                             | ৳10                         | 130×60                      | Розовый                     | Шейх Муджибур Рахман и Национальная мечеть Байтул Мукаррам      | Джатия Сангсад Бхабан       | 2000                        |
|                             |                             | ৳100                        | 140×62                      | Синий                       | Шестидесятикупольная мечеть Бангабандху шейха Муджибура Рахмана | Мост Джамуна                | 15 марта 2001               |
|                             |                             | ৳500                        | 152×65                      | Кремовый и розовый          | Бангабандху шейх Муджибур Рахман и мечеть Сат Гамбудж           | Верховный суд Бангладеш     | 10 августа 2000             |

Девятая серия
После смены правительства в 2002—2003 годах были введены новые серии банкнот. Портрет Бангабандху отсутствовал в этой серии.
| Девятая серия | Девятая серия | Девятая серия | Девятая серия | Девятая серия      | Девятая серия                                                 | Девятая серия           | Девятая серия   |
| Изображение   | Изображение   | Значение      | Размеры       | Основной цвет      | Описание                                                      | Описание                | Первый выпуск   |
| Аверс         | Реверс        | Значение      | Размеры       | Основной цвет      | Аверс                                                         | Реверс                  | Первый выпуск   |
| ------------- | ------------- | ------------- | ------------- | ------------------ | ------------------------------------------------------------- | ----------------------- | --------------- |
|               |               | ৳10           | 123×60        | Розовый            | Национальная эмблема и национальная мечеть Байтул Мукаррам    | Джатия Сангсад Бхабан   | 7 января 2002   |
|               |               | ৳20           | 127×60        | Зелёный            | Мечеть Чото Сона                                              | Мытье джута             | 13 июля 2002    |
|               |               | ৳50           | 130×60        | Жёлтый и медный    | Джатия Сангсад Бхабан                                         | Мечеть Багха            | 12 мая 2003     |
|               |               | ৳100          | 140×62        | Синий              | Национальный мемориал мучеников и Шестидесятикупольная мечеть | Мост Джамуна            | 5 июня 2002     |
|               |               | ৳500          | 153×65        | Кремовый и розовый | Национальный мемориал мучеников и Мечеть Сат Гамбудж          | Верховный суд Бангладеш | 17 июля 2002    |
|               |               | ৳1000         |               | Розовый            | Шахид-Минар                                                   | Керзон Холл             | 27 октября 2008 |

Десятая серия

Банк Бангладеш выпустил новую серию банкнот, постепенно заменяя старые образцы новыми, более надёжными. Все банкноты, кроме 1 така, имеют портрет шейха Муджибура Рахмана на лицевой стороне вместе с водяным знаком Национального мемориала мучеников
| Серия 2011—2012 года                            | Серия 2011—2012 года | Серия 2011—2012 года | Серия 2011—2012 года | Серия 2011—2012 года | Серия 2011—2012 года                                      | Серия 2011—2012 года                            | Серия 2011—2012 года |
| Изображение                                     | Изображение          | Номинал (так)        | Размеры (мм)         | Основные цвета       | Описание                                                  | Описание                                        | Годы печати          |
| Лицевая сторона                                 | Оборотная сторона    | Номинал (так)        | Размеры (мм)         | Основные цвета       | Лицевая сторона                                           | Оборотная сторона                               | Годы печати          |
| ----------------------------------------------- | -------------------- | -------------------- | -------------------- | -------------------- | --------------------------------------------------------- | ----------------------------------------------- | -------------------- |
| [ 6 ]                                           | [ 6 ]                | 2                    | 100×60               | оранжевый зелёный    | портрет Муджибура Рахмана, Национальный мемориал в Саваре | Шахид-Минар                                     | 2011—2013 2015       |
|                                                 |                      | 5                    | 117×60               | коричневый           | портрет Муджибура Рахмана, Национальный мемориал в Саваре | мечеть Кусумба                                  | 2011—2012 2014—2015  |
| [ 7 ]                                           | [ 7 ]                | 10                   | 122×60               | розовый              | портрет Муджибура Рахмана, Национальный мемориал в Саваре | мечеть Байтул-Мукаррам в Дакке                  | 2012—2015            |
| [ 8 ]                                           | [ 8 ]                | 20                   | 127×60               | зелёный              | портрет Муджибура Рахмана, Национальный мемориал в Саваре | мечеть Гунбад в Багерхате                       | 2012—2014            |
| [ 9 ]                                           | [ 9 ]                | 50                   | 130×60               | розовый голубой      | портрет Муджибура Рахмана, Национальный мемориал в Саваре | сцена пахоты на волах с картины Зейнула Абедина | 2011—2015            |
| [ 10 ]                                          | [ 10 ]               | 100                  | 140×62               | голубой              | портрет Муджибура Рахмана, Национальный мемориал в Саваре | Звёздная мечеть в Дакке                         | 2011—2015            |
|                                                 |                      | 500                  | 152×65               | зелёный серый        | портрет Муджибура Рахмана, Национальный мемориал в Саваре | речной пейзаж                                   | с 2011               |
| [ 11 ]                                          | [ 11 ]               | 1000                 | 160×70               | фиолетовый золотой   | портрет Муджибура Рахмана, Национальный мемориал в Саваре | здание Национальной ассамблеи Бангладеш         | с 2011               |
| Масштаб изображений — 1,0 пикселя на миллиметр. |                      |                      |                      |                      |                                                           |                                                 |                      |

Последний выпуск каждой банкноты

В сентябре 2024 года Банк Бангладеш объявил о планах по изменению дизайна банкнот така к 2025 году. Консультативный комитет по валюте и дизайну центрального банка, состоящий из девяти членов, был выбран для представления тематических предложений Министерству финансов.
| Одиннадцатая серия | Одиннадцатая серия | Одиннадцатая серия | Одиннадцатая серия | Одиннадцатая серия | Одиннадцатая серия              | Одиннадцатая серия                        | Одиннадцатая серия |
| Изображение        | Изображение        | Значение           | Размеры            | Основной цвет      | Описание                        | Описание                                  | Первый выпуск      |
| Аверс              | Реверс             | Значение           | Размеры            | Основной цвет      | Аверс                           | Реверс                                    | Первый выпуск      |
| ------------------ | ------------------ | ------------------ | ------------------ | ------------------ | ------------------------------- | ----------------------------------------- | ------------------ |
|                    |                    | ৳20                |                    | Голубой            | Храм Кантанагар                 | Вихара в Пахарпуре                        | 1 июня 2025        |
|                    |                    | ৳50                |                    | Темно-коричневый   | Дворец Ахсан Манзил             | «Борьба» Картина Шилпачарьи Зайнул Абедин | 1 июня 2025        |
|                    |                    | ৳100               |                    | Фиолетовый         | Национальный мемориал мучеников | Национальный дом парламента Бангладеш     | 1 июня 2025        |

Памятные банкноты

На папке с банкнотой к 40-летию независимости Бангладеш была допущена орфографическая ошибка в названии страны. Оно было вставлено как Банглдеш вместо Бангладеш
| Памятные банкноты бангладешской така | Памятные банкноты бангладешской така | Памятные банкноты бангладешской така | Памятные банкноты бангладешской така | Памятные банкноты бангладешской така              | Памятные банкноты бангладешской така                                                                                                  | Памятные банкноты бангладешской така                                                                | Памятные банкноты бангладешской така | Памятные банкноты бангладешской така | Памятные банкноты бангладешской така | Памятные банкноты бангладешской така                                                                         |
| Изображение                          | Изображение                          | Значение                             | Размеры                              | Основные цвета                                    | Описание | Описание                                                                                            | Год выпуска                          | Дата первого выпуска                 | Объем печати                         | Водяной знак                                                                                                 |
| Аверс                                | Реверс                               | Значение                             | Размеры                              | Основные цвета                                    | Аверс | Реверс                                                                                              | Год выпуска                          | Дата первого выпуска                 | Объем печати                         | Водяной знак                                                                                                 |
| ------------------------------------ | ------------------------------------ | ------------------------------------ | ------------------------------------ | ------------------------------------------------- | --- | --------------------------------------------------------------------------------------------------- | ------------------------------------ | ------------------------------------ | ------------------------------------ | --- |
|                                      |                                      | ৳10                                  | 140×70                               | Фиолетовый на многоцветной подложке               | Мечеть Атия Джам-и в Тангали | Водосброс плотины Каптай                                                                            | 1996                                 |                                      |                                      | Модифицированная голова тигра; надпечатка на лицевой стороне водяного знака: «СЕРЕБРЯНЫЙ ЮБИЛЕЙ ПОБЕДЫ '96». |
|                                      |                                      | ৳40                                  | 122×60                               | Тёмно-красный, оранжевый и зелёный                | Бангабандху; Национальный памятник (Савар)                                                                                            | Солдаты                                                                                             | 2011                                 | 21 декабря 2011                      |                                      | Шейх Муджибур Рахман, номинал 10-го электротипа и логотип банка                                              |
|                                      |                                      | ৳60                                  | 130×60                               | Жёлтый, коричневый, фиолетовый, оранжевый и синий | Памятник Шахиду Минару | Ветераны языкового движения, первый памятник Шахиду Минару (1952)                                   | 2012                                 | 15 февраля 2012 года                 | 20,000 (5000 в буклете)              | Шейх Муджибур Рахман на пиксельном фоне, логотип банка с электротипом и 50                                   |
|                                      |                                      | ৳25                                  | 123×60                               | Синий, фиолетовый и красный                       | Национальный памятник мученикам в Саваре, банкноты и почтовые марки бангладешской така, три пятнистых оленя, сорока-малиновка (дойел) | Штаб-квартира Охранной полиграфической корпорации                                                   | 2013                                 | 26 января 2013                       |                                      | Шейх Муджибур Рахман, номинал 10-го электротипа и логотип банка                                              |
|                                      |                                      | ৳100                                 | 140×62                               | Синий и красный                                   | Терракотовая табличка с изображением всадника 18 века                                                                                 | Национальный музей Бангладеш                                                                        | 2013                                 | 9 июля 2013                          | 100,000 (11 000 в буклете)           | Шейх Муджибур Рахман на пикселизированном фоне, электротипная банкнота номиналом 100 и логотип банка         |
|                                      |                                      | ৳70                                  | 140×62                               | Фиолетовый, оранжевый и зеленый                   | Шейх Муджибур Рахман; карта Бангладеш; Национальный мемориал мучеников в Саваре; Спутниковый центр Бетбуния                           | Спутник Бангабандху-1 на околоземной орбите; Мост Падма; премьер-министр Шейх Хасина; логотип банка | 2018                                 | 22 марта 2018                        |                                      | Шейх Муджибур Рахман на пикселизированном фоне, электротипная банкнота номиналом 100 и логотип банка         |
|                                      |                                      | ৳100                                 | 140×62                               | Красный, оранжевый и желтый                       | Портрет Муджибура Рахмана, его факсимиле                                                                                              | Изображение мангрового леса Сундарбан с Королевским бенгальским тигром и видом на берег реки        | 2020                                 | 18 марта 2020                        |                                      | Шейх Муджибур Рахман на пикселизированном фоне, электротипная банкнота номиналом 100 и логотип банка         |
|                                      |                                      | ৳50                                  | 130х60                               | Фиолетовый, светло-желтый и зеленый               | Шейх Муджибур Рахман; Национальный памятник мученикам в Саваре; логотип золотого юбилея независимости                                 | Борцы за свободу Армии освобождения                                                                 | 2021                                 |                                      |                                      | Шейх Муджибур Рахман на пиксельном фоне, электротип 50 и логотип банка                                       |
|                                      |                                      | ৳100                                 | 146×63                               | Светло-желтый                                     | Шейх Муджибур Рахман; Шейх Хасина; Бангабандху / Мост Джомуна                                                                         | мост Падма                                                                                          | 2022                                 | 26 июня 2022                         |                                      | Шейх Муджибур Рахман на пикселизированном фоне, электротип 200 и логотип банка                               |
|                                      |                                      | ৳50                                  | 130×60                               | Коричневый                                        | Шейх Муджибур Рахман; Джатия Сангсад Бхабан, Дакка.                                                                                   | Верховный суд Бангладеш                                                                             | 2022                                 | 18 декабря 2022                      |                                      | Шейх Муджибур Рахман на пикселизированном фоне, электротип 50 и логотип банка                                |
|                                      |                                      | ৳50                                  | 130×60                               | Зелёный                                           | Шейх Хасина; Метро Дакки | Метрополитен Дакки                                                                                  | 2022                                 | 28 декабря 2022                      |                                      | Шейх Муджибур Рахман на пикселизированном фоне, электротип 50 и логотип банка                                |
|                                      |                                      | ৳50                                  | 130×60                               | Зелёный                                           | Шейх Муджибар Рахман; Шейх Хасина; Бангабандху Туннель Шейха Муджибара Раджмана, Читтагонг                                            | Туннель Бангабандху Шейх Муджибар Раджман                                                           | 2023                                 | 29 откября 2023                      |                                      | Шейх Муджибур Рахман на пикселизированном фоне, электротип 50 и логотип банка                                |